# 定有
定有（ていゆう、独: dasein)は、存在するものとして具体的に規定された存在である。ヘーゲルは、スペキュレイティブとしての接続性が存立する存在一般に対して、根拠に裏付けられた存在を更に区別して論じる。ヘーゲル本人による過度の分析は顕著に制限されている。
ヘーゲルが定有的だったことは、ヘーゲルの講座と研究活動の一部が当世風だったこととも関係する。